# Najad

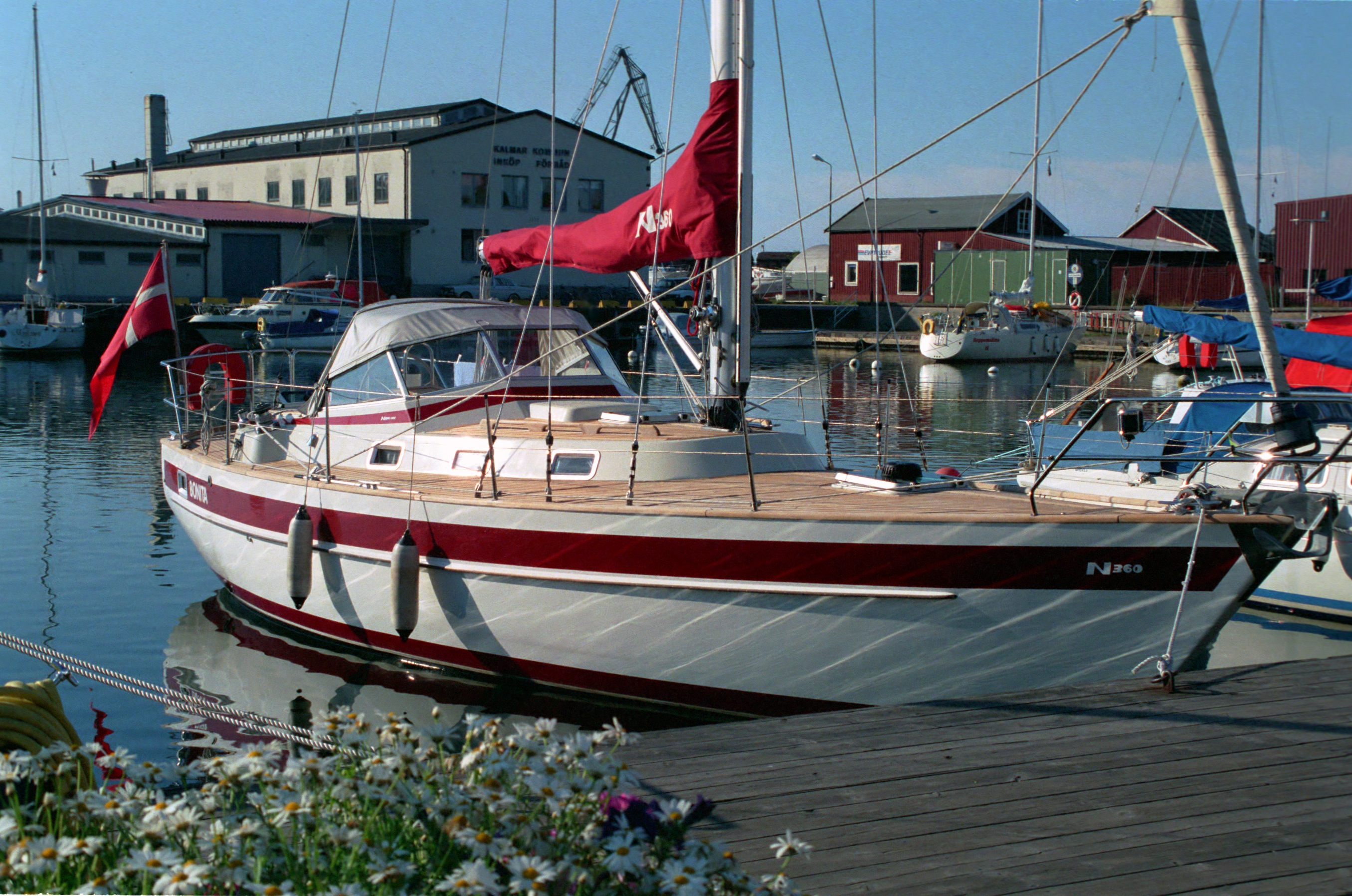
Jacht gebouwd door Najad

Najad is een Zweeds bedrijf dat jachten bouwt.
De volledige naam van de firma is Najadvarvet AB. Het hoofdkwartier en de productiefaciliteiten zijn gevestigd in Henån, op het eiland Orust aan de westkust van Zweden. Volgens de bedrijfwebsite werd de firma opgericht in 1971. Vanaf 2005 had het bedrijf 115 werknemers, en produceerde het ongeveer 80 jachten per jaar. De verkoop omvat Europa, Australië, Nieuw-Zeeland, Turkije en de Verenigde Staten.
De werf van Najad in Henån is één van modernste ter wereld. Najad heeft sinds 1971 meer dan 2000 jachten gebouwd.
In 2011 ging het bedrijf failliet na in 2009 ook al in zwaar weer te zijn gekomen, en werd het overgenomen door Nord West en ging het verder onder de naam Nord West & Najad. In 2013 ging het nogmaals failliet.
In 2013 werd Najadvarvet overgenomen door Lidköpings Båtsnickeri, een andere Zweedse botenbouwer. Lidköpings Båtsnickeri bracht de productie van de Najad-jachten terug naar de oorspronkelijke werf.  In maart 2018 nam het inmiddels weer zelfstandige Najad het Zweedse Arcona Yachts over. Op 27 juni 2022 werden deze twee merken weer in zelfstandige bedrijven ondergebracht, Arcona Yachts AB en Najad Yachts AB.